# سوني ميوزك افريقيا
سوني ميوزيك افريقيا هي شركة تسجيلات مقرها في أفريقيا ،  وهي شركة تابعة لشركة سوني للترفيه الموسيقي . 

## تاريخ
تتمتع سوني ميوزيك في إفريقيا بتاريخ غني متشابك مع التطور العالمي للترفيه الموسيقي من سوني. تأسست في عام 1991 ، سوني ميوزيك انترتينمنت أفريقيا هي الذراع المحلية لسوني ميوزيك ، التي تأسست باسم شركة التسجيلات الأمريكية في عام 1929 وتم تغيير علامتها التجارية لاحقا إلى شركة تسجيل كولومبيا.
على مر السنين, وسعت سوني ميوزيك وجودها في أفريقيا, بما في ذلك جنوب أفريقيا, مع مكاتب في جوهانسبرغ وكيب تاون. يتضمن النمو الاستراتيجي للشركة في إفريقيا فتح مكاتب في الأسواق الرئيسية مثل لاغوس, نيجيريا, و نيروبي، كينيا ، لتعزيز المواهب المحلية على مستوى العالم.

## الشركات التابعة

### جنوب أفريقيا (سوني ميوزيك جنوب أفريقيا)
تعد جنوب إفريقيا واحدة من أكبر أسواق الموسيقى وأكثرها نفوذا في إفريقيا. ويستند سوني ميوزيك جنوب أفريقيا في جوهانسبرغ وبمثابة مركز لعمليات سوني الموسيقى أفريقيا في المنطقة. يعمل القسم مع مجموعة متنوعة من الفنانين عبر أنواع مختلفة ، بما في ذلك أمابيانو, البوب، الهيب هوب المنزل ، والتقليدية موسيقى جنوب افريقيا.

### نيجيريا (سوني ميوزيك غرب أفريقيا)
نيجيريا هو سوق موسيقى رئيسي آخر في إفريقيا ، يشتهر بمشاهد أفروبيت وأفروبوب وهيب هوب النابضة بالحياة. سوني ميوزيك غرب أفريقيا ، ومقرها في لاغوس, نيجيريا, يركز على اكتشاف وتعزيز المواهب النيجيرية داخل أفريقيا ودوليا. يتعاون القسم مع الفنانين والمنتجين وشركات التسجيلات لتطوير وتوزيع الموسيقى عبر منصات مختلفة. تم تعيين جودوين توم كأول العضو المنتدب.

### كينيا (سوني ميوزيك شرق أفريقيا)
تتمتع كينيا بصناعة موسيقية مزدهرة مع تأثيرات متنوعة من الموسيقى الأفريقية التقليدية والانصهار الأفرو والبوب المعاصر. سوني ميوزيك شرق أفريقيا, مقرها في نيروبي, كينيا, يعمل مع الفنانين والعلامات المحلية لتضخيم الموسيقى الكينية على المستويين الإقليمي والعالمي. كما يدعم القسم جهود تطوير وتوزيع الفنانين في منطقة شرق إفريقيا بتعيين كريستين موشا كرئيس للتسويق.

### غانا
برزت غانا كلاعب مهم في المشهد الموسيقي الأفريقي،  وخاصة في الأنواع الموسيقية مثل الهاي لايف، والهيب لايف، والأفروبيت. تتعاون شركة سوني ميوزيك غانا، التي يقع مقرها الرئيسي في أكرا ، مع الفنانين والمنتجين ومؤلفي الأغاني وأصحاب المصلحة في صناعة الموسيقى الغانيين لعرض المواهب الموسيقية في البلاد للعالم.  ويعمل القسم أيضًا على تسهيل الشراكات والتعاون بين الفنانين الغانيين ونظرائهم الدوليين. 

## الشركاء
- أفروشيلا [16]
- أوديوماك [17]
- أكاديمية جسور للموسيقى [18]
- التجارة والتبادل الموسيقي الرقمي (DMCE) [19]
- بومبلاي [20]
- خدمات المشاهير في أفريقيا (CSA) [21]
- نساء صناعة الموسيقى (الرحم) [22]
- واتس اب تي في [23]
- ستارنيوز موبايل كوت ديفوار [24]
- مجموعة إم تي إن [25]

### شركات التسجيلات
- روك ستار4000 [26]
- شركة إي إم بي [27]
- شركة جالو للتسجيلات [28]
- كلاود ناين انترتينمنت [29]

## الفنانون
الأعضاء السابقين
- عليكيبا [30] – تنزانيا [31]
- المعروف أيضًا باسم [32] [33] – جنوب أفريقيا
- البركة الأمير
- السيدة جاي دي

## روابط خارجية
- موقع سوني ميوزك افريقيا
- قناة Sony Music Africa' على اليوتيوب